# Vladimer Gourguenidze
Vladimer Gourguenidze, (en géorgien : ვლადიმერ გურგენიძე), dit Lado Gourguenidze, né le 17 décembre 1970 à Tbilissi, (Géorgie), est un homme d'affaires et homme d'État géorgien.

## Biographie
Gourguenidze étudie entre autres à Goizueta Business School à Atlanta, aux États-Unis.
Après ses études, Lado Gourguenidze entame une carrière de banquier qui le mène notamment à devenir président du Conseil d'administration de la Banque de Géorgie de 2004 à 2007.
Le président Mikheil Saakachvili le nomme Premier ministre le 16 novembre 2007 pour remplacer Zourab Noghaïdeli, démissionnaire. Sa nomination et son gouvernement sont confirmés par le Parlement le 22 novembre. Il est membre du Mouvement national uni.
Le 27 octobre 2008, il est limogé par le président Mikheil Saakachvili et remplacé le 1er novembre par l'ancien ambassadeur géorgien à Ankara, Grigol Mgaloblichvili.